# (8532) 1992 YW3
A (8532) 1992 YW3 a Naprendszer kisbolygóövében található aszteroida. Y. Kushida és O. Muramatsu fedezte fel 1992. december 29-én.